# David Parsén
Per David Parsén, född 6 december 1896 i Husby-Rekarne församling, Södermanland, död 1977, var en svensk målare, grafiker och skulptör.
Han var son till vapen- och konstsmeden Per Pettersson och Anna Larsson och från 1930 gift med Sigrid Maria Lindquist. Parsén studerade konst privat för Gustaf Ankarcrona i Stockholm och därefter för Emerik Stenberg samt vid Blombergs målarskola i Stockholm 1933. Separat ställde han ut ett flertal gånger i Stockholm och Eskilstuna. Han medverkade i Liljevalchs höstsalong 1934 och i samlingsutställningar med Dalarnas konstförening. Hans konst består av figurer, porträtt, stilleben och Landskapsmåleri från Dalarna utförda i olja, akvarell eller i form av laveringar samt mindre skulpturer i lera och sten. Parsén är representerad vid Leksands konstgalleri och Venjans kyrka i Dalarna.